# مالیخولیا (مجموعه تلویزیونی)
مالیخولیا (کره‌ای: 멜랑꼴리아; لاتین‌نویسی اصلاح‌شده: Mellangkkollia) یک مجموعه تلویزیونی محصول کره جنوبی در سال ۲۰۲۱ به کارگردانی کیم سانگ هیوب و با ایفای نقش ایم سو جونگ، لی دو هیون، جین کیونگ و جانگ هیون سونگ است. مالیخولیا به عنوان پروژهٔ ویژهٔ پانزدهمین سالگرد تی‌وی‌ان، از ۱۰ نوامبر تا ۳۰ دسامبر ۲۰۲۱، روزهای چهارشنبه و پنجشنبه ساعت ۲۲:۳۰ (کی‌اس‌تی) روی آنتن رفت. این مجموعه همچنین برای استریم در آی‌چی‌یی و ویو در مناطق منتخب قابل دسترسی است.

## بازیگران

### اصلی
- ایم سو جونگ در نقش جی یون سو، یک معلم ریاضی.[۶][۷]
- لی دو هیون در نقش بک سونگ یو / بک مین جه، یک نابغه ریاضی.

## انتشار
این مجموعه برای پخش در ۳ نوامبر ۲۰۲۱ برنامه‌ریزی شده بود اما به خاطر شیوع کووید ۱۹ در محل فیلم‌برداری، پخش مجموعه تا ۱۰ نوامبر به تعویق افتاد.